# Хейворд, Франческа
Франческа Хэйуорд (англ. Francesca Hayward; родилась 4 июля 1992, Найроби, Кения) — британская балерина и киноактриса. Стала известна благодаря съемке в главной роли в фильме-мюзикле Кошки.

## Биография
Родилась в Найроби в семье англичанина и кенийки. В 1994 году переехала с родителями в Англию, Уэртинг. По совету бабушки стала заниматься танцами. Начала тренировки в Школе балета и театрального танца Le serve в Уэртинге, педагоги смогли рассмотреть в ней талант, порекомендовав продолжить обучение в Королевской балетной высшей школе.
В 2010 году Франческа стала играть в Королевском балете. В 2013 году стала прима-балериной. Играла в таких спектаклях как: Зимняя сказка, Алиса в стране чудес, Щелкунчик, были главные партии в Спящей красавице и Жизель.

## Карьера в кино и ТВ
В 2019 году дебютировала в музыкальном полнометражном фильме Кошки, режиссёра Тома Хупера, основа которого — одноимённый нашумевший мюзикл Эндрю Ллойда Уэббера. Ей досталась главная роль кошки Виктории.

## Фильмография
| Год  | Фильм                          | Роль      | Примечание               |
| ---- | ------------------------------ | --------- | ------------------------ |
| 2016 | Щелкунчик                      | Саму себя | BBC документальный фильм |
| 2017 | The Sun Is God                 | Франческа | Короткометражка          |
| 2019 | Romeo and Juliet: Beyond Words | Джульета  |                          |
| 2019 | Кошки                          | Виктория  |                          |

## Награды и номинации
- В 2009 году за экспрессивный танец получила премию Линн Сеймур
- В 2010 году она была награждена серебряной медалью и призом зрительских симпатий на Международном балетном конкурсе в Джине[7].
- В 2020 году была номинирована на премию Золотая малина за главную роль в фильме Кошки[8]